# ニード・フォー・スピード ザ・ラン
『ニード・フォー・スピード ザ・ラン』（Need for Speed: The Run）は、EA Black Boxが開発しエレクトロニック・アーツからPC、Wii、3DS、PS3、Xbox 360向けに2011年12月8日に発売したレースゲームである。
米国での発売日は2011年11月15日。

## 概要
映画キャノンボールのような、サンフランシスコからニューヨークまでの全長約3000マイルが舞台となったストリートカーレースである。
開発はアンダーカバー以来となるEA Black Boxが担当しており、ストーリー性の強化やアーケード寄りの挙動等、ゲームシステムは同スタジオが開発した過去作の特徴を汲んでいる。ただし以前の作品で多かったオープンワールドでは無くなった他、Criterion Games制作のホット・パースートに存在したフリーランモードも搭載されていない。
- ステージの舞台は様々で、市街地、雪山、高原、砂漠地帯、田園地帯、工場周辺、高速道路がある。
- 今までの警察の追跡に加えて、今作ではマフィアの攻撃から逃れるシーンもあり[4]、武装ヘリコプターも攻撃をしてくる。

## ゲームシステム
- シリーズで初めてストーリー中にQTE(クイックタイムイベント)が挿入されるようになった。また、ムービーは全てリアルタイムレンダリングとなっている。
  - QTEの操作は、画面に表示される指示に従いタイミング良くボタンを押す、というもの。
- 以前の作品からのカーチェイスに加え、ストーリーの中でパトカーに追われている際に、主人公がクルマを乗り捨て逃走するシーンがある[5]。
  - このときの操作もQTEのみで展開される。
  - 最終的に主人公はパトカーを強奪して逃走を試みるが、パトカーを運転できるのは全編を通してこのシーンだけである[6][7][注釈 2]。

## 登場人物
実在の俳優を起用している。なお、Wii・3DS版とPS3・Xbox 360・PC版では登場人物が違う。

### PS3・Xbox 360・PC版
ジャック・ルーク演 - ショーン・ファリス/日本語版CV:白熊寛嗣
本作の主人公。凄腕のストリートレーサーだが、度重なる借金でマフィアから賞金がかけられ命を狙われるようになったため、ザ・ランに参戦することになる。
サム・ハーパー演 - クリスティーナ・ヘンドリックス
ジャックとは長い付き合いがあり、ザ・ランでは彼をサポートする女性レーサー。
ニッキー・ブレーク演 - クリシー・テイゲン
ザ・ラン出場者。幼い頃に母親を亡くし、父親に育てられてガレージでクルマの知識を身につけた。贅沢な暮らしが出来るように親友のミラと共にザ・ランに参戦する。使用する車は日産・370Z。
ミラ・ベロワ演 - イリーナ・シェイク
ザ・ラン出場者。マンハッタンの資産家の娘であるが反抗的な性格のためストリートレースに足を踏み入れた。レースを楽しむためだけにザ・ランに参戦する。使用する車は日産・370Z。
セザール・デレオン
ザ・ラン出場者。ロサンゼルス出身で元犯罪者。息子が生まれたため犯罪から足を洗ったが、家族のためにクルーを率いてザ・ランに参戦する。使用する車はシボレー・エルカミーノSS。
カルバン・ギャレット
ザ・ラン出場者。アトランティックシティ出身の元ボクサー、リスクを背負うのが好きで25万ドルをザ・ランの参加費につぎ込んだほど。使用する車はメルセデス・ベンツ・SLS AMG。
ユーリ
サムの知り合い。中盤のマフィアとの戦いで車を大破されたジャックにスーパーカーを提供する。
エディ・クック
ザ・ラン出場者。プロレーサーであるがスポンサーが少ないため、資金を得るためにザ・ランに参戦する。使用する車は2012年型フォード・マスタング。
マーカス・ブラックウェル
ザ・ラン出場者で本作のラスボス。シカゴのあるマフィアのもとで育てられた。ジャックとは因縁の関係を持っており、序盤からジャックを捕えて車ごとスクラップにかけようとしたり、ザ・ランにおいても様々な手段を用いてジャックを抹殺しようと企む。使用する車はアストンマーティン・One-77。

## 登場車種
プレイヤーが使用できる車は全て実車である。また、ダウンロードコンテンツや特定の条件を満たすと使用可能になる、ゲーム独自のチューンドカーやパトカーが登場する。その他、特定のハードにのみ登場する車もある。
- アルファロメオ
  - 8Cコンペティツィオーネ
- アストンマーティン
  - V12ヴァンテージ
  - One-77
- アウディ
  - クワトロB2
  - R8
  - RS4 B7
- BMW
  - 1M クーペ(E82)
  - M3 GTS
  - M3(E30)
- ブガッティ
  - ヴェイロン スーパースポーツ
- シボレー
  - カマロ(1967年型)
  - カマロ ZL1(2013年型)
  - コルベット(C6)
  - エルカミーノ
- ダッジ
  - チャージャー(2010年型)
  - チャレンジャー(1971年型)
  - チャレンジャー(2008年型)
- フォード
  - フォードGT
  - フォーカスRS(2010年型)
  - ポリスインターセプター
  - クラウンビクトリア(2007年型)
  - マスタング(1969年型)
  - マスタング(2012年型)
  - シェルビーGT500(2011年型)
- グンペルト
  - アポロ
- ヘネシー
  - ヴェノムGT
- ランボルギーニ
  - アヴェンタドール LP700-4
  - カウンタック
  - ディアブロ
  - ガヤルド LP550-2
  - ガヤルド LP570-4 スーパーレジェーラ
  - ミウラ
  - ムルシエラゴ LP670-4 SV
  - セスト・エレメント
- ランチア
  - ランチア・デルタ
- レクサス
  - LFA
- ロータス
  - エヴォーラ
  - エキシージ
- マセラティ
  - グラントゥーリズモ
  - MC12
- マツダ
  - MX-5(2009年型)
  - RX-7 Type RZ
- マクラーレン
  - F1
  - MP4-12C
- メルセデス・ベンツ
  - SLS AMG
- 三菱
  - ランサーエボリューションX
- 日産
  - 200SX
  - 370Z
  - 240ZG
  - GT-R(R35)
  - GT-R Spec-V
  - スカイラインGT-R(KPGC10)
  - スカイラインGT-R(R32)
- パガーニ
  - ウアイラ
  - ゾンダ
  - ゾンダ・チンクエ
  - ゾンダR
- ポンティアック
  - ファイアーバード(1978年型)
- ポルシェ
  - 911(991)
  - 911 GT2(993)
  - 911 GT3 RS(997-2)
  - 918RSR
  - カレラGT
- ルノー
  - メガーヌクーペ3 RS
- シェルビー
  - コブラ・デイトナ
- スバル
  - インプレッサ WRX STI(2009年型)
- トヨタ
  - スープラ
  - カローラGT-S
- フォルクスワーゲン
  - ゴルフI
  - シロッコR

## DLC
PS3・Xbox 360版では以下のDLCが購入可能。
ザ・ラン タイムセーバーズパック
未開放の要素(マシンやチャレンジシリーズ等)を全て解除するパック。なお、トロフィーや実績は自力で獲得する必要がある。
シグネチャー・エディション・ブースターパック
既存車種のチューンドカー9台を追加するパック。PC版はアップデート時に無料配布された。
ヒーロー&ヴィラン + 限定版アップグレード
Limited Edition(限定版)に収録されていた内容を追加するパック。
スーパーカーパック
7台の新規車種を追加するパック。
イタリアンカーパック
イタリア車6台及び新しいチャレンジシリーズを追加するパック。

## その他
当初はiOS版のリリースも予定されていたが、諸事情により開発中止となった。